# Колелуче (Мачерата)
Колелуче (итал. Colleluce) насеље је у Италији у округу Мачерата, региону Марке.
Према процени из 2011. у насељу је живело 16 становника. Насеље се налази на надморској висини од 479 м.